# Calamaria battersbyi
Calamaria battersbyi är en ormart som beskrevs av Inger och Marx 1965. Calamaria battersbyi ingår i släktet Calamaria och familjen snokar. IUCN kategoriserar arten globalt som otillräckligt studerad. Inga underarter finns listade.
Arten förekommer i en liten region på södra Borneo. Honor lägger ägg.